# Kaninga
Kaninga is een geslacht van haften (Ephemeroptera) uit de familie Leptophlebiidae.

## Soorten
Het geslacht Kaninga omvat de volgende soorten:
- Kaninga gwabbalitcha